# Gimlé
In de Noordse mythologie is Gimlé (ook Gimli) een hal aan het zuidelijke uiteinde van Asgard, die als de allermooiste wordt beschouwd. Het is een ruimte die er nog zal zijn, indien hemel en aarde vergaan na de eindstrijd in de Ragnarok. In de Proza-Edda en de Völuspá wordt zij vermeld als "mooier nog dan de Zon, verguld en schitterend". Het verblijf daar is voorbehouden aan rechtschapen zielen. De naam betekent 'tegen het vuur beschermde plaats'.
in zonlicht glanzend
zie ik een zaal
met gouden daken
op Gimle staan
wakkere helden
zullen daar wonen
een zorgeloos leven
leiden in vreugde
De Jongere Edda zegt dat in Valhöll de gevallen Einherjar worden binnengeleid in afwachting van de Ragnarok. Maar de rechtschapenen gaan naar Gimlé of Vingólf. Van alle plaatsen zal, aldus deze Edda, Gimlé de beste zijn om te vertoeven op het kritieke moment van de overgang. De overlevers zullen een nieuwe wereld op Idavoll opbouwen, aanvangend met Gimlé.

## Trivia
- Gimle is verder ook een deel van het Frognerdistrict in Oslo, waar zich zowat de duurste appartementen van de stad bevinden.
- In Canada is er een stadje Gimli in Manitoba, dat door IJslandse settlers werd gesticht in 1875.
- In Tolkiens magnum opus In de Ban van de Ring komt een personage Gimli voor, een dwerg.
- Betsy van Vloten liet na haar scheiding van Willem Witsen in Aerdenhout door Willem Bauer een huis bouwen met de naam 'Gimlihuize'. Uit de naamgeving blijkt dat Betsy vertrouwd was met de Noordse mythologie en duidt erop dat ze haar scheiding als de ondergang van de oude wereld beschouwde en hoopte voortaan voor dergelijke rampen bespaard te blijven. Die hoop zou overigens ijdel blijken.